# لورنزو ديل بريتي
لورنزو ديل بريتي (بالإيطالية: Lorenzo Del Prete)‏ (12 يناير 1986 بروما في إيطاليا ) هو لاعب كرة قدم إيطالي في مركز الدفاع. لعب مع نادي بيروجيا ونادي بيسكارا ونادي سيينا ونادي فروسينوني ونادي كاتانيا ونادي كروتوني ونادي نوفارا ويوفنتوس وإيه أس بيتزاغيتوني وإيه جي نوسرينا 1910 ‏ ولانشانو كالتشيو 1920 ‏.